# Bataille de la Marfée
Guerre de Trente Ans
Batailles
La bataille de la Marfée est une bataille qui a eu lieu sur les hauteurs de Sedan, le 6 juillet 1641, entre le royaume de France et la principauté de Sedan, alliée au Saint-Empire et aux Pays-Bas Espagnols. Elle s'inscrit dans le cadre de la guerre de Trente Ans. 
Les chefs des deux armées sont respectivement Gaspard de Coligny, maréchal de Châtillon pour la France, et le prince Frédéric-Maurice de La Tour d'Auvergne pour la principauté de Sedan.

## Introduction
La principauté de Sedan est en 1640 une principauté protestante indépendante dont le prince, Frédéric-Maurice de la Tour d'Auvergne, accueille les protestants et factieux fuyant la France et Richelieu. Il prit également part à la conspiration des Princes de la paix, avec le comte de Soissons et Henri II de Guise, visant à rétablir les privilèges des grands féodaux. Louis XIII envoie une armée pour mettre fin à ses agissements, le prince de Sedan demande et obtient une aide de l'empereur, son ami personnel.

## Déroulement
Gênée par le mauvais temps qui rendit les chemins boueux, l'armée française n'arrive sur le plateau que vers 11 heures, attendue par l'armée sedanaise. L'affrontement commence et les Sedanais résistent bien au choc. Le prince de Sedan, commandant la cavalerie, contourne le champ de bataille à l'abri de collines, et tombe sur le flanc de l'armée royale. C'est alors la débandade, l'armée du maréchal de Châtillon abandonne ses bagages. Dès midi, la bataille était décidée. Le comte de Soissons est, semble-t-il, mort par accident, alors qu'il relevait la visière de son casque à l'aide de son pistolet. Il existe cependant d'autres versions selon lesquelles le comte, isolé pendant la bataille, aurait été victime des agents du Cardinal de Richelieu ou des gendarmes du roi.

## Bilan
Malgré la défaite, l'armée royale commença le siège de Sedan, et Frédéric-Maurice de La Tour d'Auvergne négocia sa soumission dans un traité (4 août) avec le roi de France, qui lui confia le commandement de l'armée d'Italie.
Après une nouvelle conspiration en 1642, le prince de Sedan dut cette fois négocier sa tête contre la principauté, qui fut annexée au royaume le 29 septembre 1642.